# Vicente Mojica
Vicente Mojica Benito (Alicante, España, 1923 - ídem, 7 de octubre de 1989). Poeta y dramaturgo español.
Se incorporó al grupo de escritores alicantinos que surgió al final de la guerra civil española. Fue autor de numerosas publicaciones y acreedor de multitud de premios literarios. 
Vicente Mojica es principalmente un poeta que escribe a la naturaleza, al amor y a la muerte. Él mismo dijo que su maestro fue Antonio Machado y que seguía su ejemplo renunciando absolutamente a la retórica, y que no quería excesivos ampulosamientos verbales sino que le gustaba llamar al pan pan y al dolor, dolor de cada día, y así es como se expresa a lo largo de su obra poética.
La obra poética de Vicente Mojica es bastante extensa. Algunos de sus poemarios más relevantes son:
- Llamada al corazón (1958)
- Geografía del llanto (1963)
- La paz nos esperaba (1966)
- Cancionero desde la tierra Dios (1969)
- Palabras de mi amor y mi destino (1971)
- Detrás de las palabras (1973)
- Árbol de mi sombra
- El pie de mi esperanza
- Libro de las tribulaciones
- Espejo de la consumación
- Nuevas canciones y otros poemas

Solamente la obra poética está publicada pero tiene inédito un auto sacramental titulado "El sembrador de vientos".
Debido a las cortas tiradas y la amplia aceptación de sus obras es difícil encontrar ediciones impresas de sus creaciones. Tiene unas obras completas editadas por la CAM Cultural.

## Enlaces
Recital dedicado a Vicente Mojica en Radiopoesia.com
- Datos: Q6161242